# Liste des sénateurs de Paris
Le nombre de sénateurs pour l'ensemble du département de la Seine est fixé à 22 élus lors des élections sénatoriales complètes du 26 avril 1959. À la suite de la réorganisation de la région parisienne, applicable au 1er janvier 1968, le nombre de sénateurs pour le seul département de Paris est ramené à 12. La capitale, de même que l'ensemble de la région parisienne, appartient alors à la série C, avec des sénateurs élus pour un mandat de 9 ans, les renouvellements ayant lieu en 1968, 1977, 1986 et 1995.
Après la loi no 2003-697 du 30 juillet 2003, le mandat des sénateurs est réduit à 6 ans. La nouvelle durée s'applique à Paris lors des élections de 2004. Elle est cependant portée à sept ans, l'allongement d'un an de ce mandat étant dû à une décision du Conseil constitutionnel de 2004 qui reporte les élections initialement prévues en 2007 et 2010, pour éviter un trop grand nombre de scrutins en 2007. Paris appartient, depuis les élections de 2011, à la série 1.
Les sénateurs sont élus au suffrage universel indirect par les grands électeurs. En 2011, ceux-ci sont 2 406 à Paris, à savoir les 21 députés de Paris, les 41 conseillers régionaux d'Île-de-France élus à Paris, 142 conseillers de Paris, 21 suppléants de députés ou conseillers régionaux et 2 181 délégués désignés par le Conseil de Paris le 17 juin 2011, généralement choisis parmi des militants. Comme dans tous les départements désignant au moins quatre sénateurs, l'élection a lieu au scrutin proportionnel plurinominal.

## Mandature 1959-1968
Sauf mention contraire, les vingt-deux sénateurs du département de la Seine sont élus le 26 avril 1959, lors de la première élection sénatoriale de la Cinquième République. La mandature se termine le 21 septembre 1968.
| Sénateur             | Parti | Parti   | Premier mandat |
| -------------------- | ----- | ------- | -------------- |
| Edmond Barrachin     |       | CNIP    | 1959           |
| Maurice Bayrou       |       | UNR     | 1959           |
| Jean Bertaud         |       | UNR     | 1959           |
| Raymond Bossus       |       | PCF     | 1962           |
| Julien Brunhes       |       | RI      | 1959           |
| Georges Cogniot      |       | PCF     | 1959           |
| Maurice Coutrot      |       | SFIO    | 1959           |
| Georges Dardel       |       | SFIO    | 1959           |
| Renée Dervaux        |       | PCF     | 1959           |
| Jacques Duclos       |       | PCF     | 1959           |
| Jean Fleury          |       | UNR     | 1962           |
| André Fosset         |       | MRP     | 1959           |
| Charles Fruh         |       | RI      | 1959           |
| Jean Ganeval         |       | UNR     | 1959           |
| Raymond Guyot        |       | PCF     | 1959           |
| Joseph Lanet         |       | CR      | 1967           |
| Georges Marrane      |       | PCF     | 1959           |
| Dominique Pado       |       | UNR-UDT | 1967           |
| Ernest Petit         |       | PCF     | 1959           |
| Louis Talamoni       |       | PCF     | 1963           |
| Jeannette Vermeersch |       | PCF     | 1959           |
| Jean-Louis Vigier    |       | UNR     | 1959           |

1. ↑  à compter du 31 octobre 1962, en remplacement de Roger Garaudy, démissionnaire.
2. ↑  à compter du 16 mai 1962 lors d'une élection partielle, en remplacement de Jacques Marette, nommé au gouvernement le 15 avril 1962, lui-même suppléant d'Edmond Michelet, au gouvernement depuis le 8 janvier 1959 et n'ayant jamais siégé.
3. ↑  à compter du 19 avril 1967, en remplacement de Bernard Lafay, élu député de la 22e circonscription de Paris lors des élections de 1967.
4. ↑  à compter du 3 avril 1967, en remplacement de Jacques Baumel, élu député de la 8e circonscription des Hauts-de-Seine.
5. ↑  à compter du 1er février 1963, en remplacement de Waldeck L'Huillier, élu député de la 36e circonscription de la Seine lors des élections de 1962.

## Mandature 1968-1977
Du 22 septembre 1968 au 24 septembre 1977.
| Sénateur                | Parti | Parti | Premier mandat |
| ----------------------- | ----- | ----- | -------------- |
| Janine Alexandre-Debray |       | RPR   | 1976           |
| Jean Auburtin           |       | UDR   | 1972           |
| Maurice Bayrou          |       | UDR   | 1959           |
| Serge Boucheny          |       | PCF   | 1969           |
| Georges Cogniot         |       | PCF   | 1959           |
| Pierre Giraud           |       | PS    | 1968           |
| Raymond Guyot           |       | PCF   | 1959           |
| Catherine Lagatu        |       | PCF   | 1968           |
| Paul Minot              |       | UDR   | 1968           |
| Dominique Pado          |       | UDR   | 1967           |
| Jacques Sanglier        |       | RPR   | 1976           |
| Jean-Louis Vigier       |       | UDR   | 1959           |

1. ↑  à compter du 17 février 1976, en remplacement de Jean Legaret, décédé.
2. ↑  à compter du 15 septembre 1972, en remplacement d'Albert Chavanac, décédé.
3. ↑  à compter du 26 juin 1969, en remplacement de Raymond Bossus, démissionnaire.
4. ↑  à compter du 12 février 1976, en remplacement de Pierre-Christian Taittinger, nommé au gouvernement.

## Mandature 1977-1986
Du 25 septembre 1977 au 27 septembre 1986.
| Sénateur                    | Parti | Parti | Premier mandat |
| --------------------------- | ----- | ----- | -------------- |
| Serge Boucheny              |       | PCF   | 1969           |
| Raymond Bourgine            |       | RPR   | 1977           |
| Michel Caldaguès            |       | RPR   | 1977           |
| Jean Chérioux               |       | RPR   | 1977           |
| François Collet             |       | RPR   | 1980           |
| Cécile Goldet               |       | PS    | 1979           |
| Christian de La Malène      |       | RPR   | 1977           |
| Dominique Pado              |       | RPR   | 1967           |
| Bernard Parmantier          |       | PS    | 1977           |
| Rolande Perlican            |       | PCF   | 1977           |
| Roger Romani                |       | RPR   | 1977           |
| Pierre-Christian Taittinger |       | PR    | 1968           |

1. ↑  à compter du 4 octobre 1980, en remplacement de Jean-Louis Vigier, décédé.
2. ↑  à compter du 29 mai 1979, en remplacement de Georges Dayan, décédé.

## Mandature 1986-1995
Du 28 septembre 1986 au 23 septembre 1995.
| Sénateur                    | Parti | Parti | Premier mandat |
| --------------------------- | ----- | ----- | -------------- |
| Magdeleine Anglade          |       | RPR   | 1994           |
| Camille Cabana              |       | RPR   | 1991           |
| Michel Caldaguès            |       | RPR   | 1977           |
| Jean Chérioux               |       | RPR   | 1977           |
| Roger Chinaud               |       | UDF   | 1986           |
| Maurice Couve de Murville   |       | RPR   | 1986           |
| Claude Estier               |       | PS    | 1986           |
| Philippe de Gaulle          |       | RPR   | 1986           |
| Christian de La Malène      |       | RPR   | 1977           |
| Bernard Guyomard            |       | RPR   | 1989           |
| Pierre-Christian Taittinger |       | UDF   | 1968           |
| Maurice Ulrich              |       | RPR   | 1993           |

1. ↑  à compter du 28 septembre 1994, en remplacement de François Collet, décédé, lui-même élu lors d'une élection partielle le 20 juin 1993 en remplacement de Roger Romani, nommé au gouvernement le 29 mars 1993.
2. ↑  à compter du 10 février 1991 lors d'une élection partielle, en remplacement de Raymond Bourgine, mort le 29 novembre 1990.
3. ↑  à compter du 19 mai 1989, en remplacement de Dominique Pado, décédé.
4. ↑  à compter du 18 avril 1993 lors d'une élection partielle, en remplacement de Nicole de Hauteclocque, décédée le 18 janvier 1993.

## Mandature 1995-2004
Du 24 septembre 1995 au 30 septembre 2004.
| Sénateur                | Parti | Parti | Premier mandat |
| ----------------------- | ----- | ----- | -------------- |
| Jean-Yves Autexier      |       | MRC   | 2000           |
| Nicole Borvo Cohen-Seat |       | PCF   | 1995           |
| Jean Chérioux           |       | UMP   | 1977           |
| Jacques Dominati        |       | UMP   | 1995           |
| Claude Estier           |       | PS    | 1986           |
| Philippe de Gaulle      |       | UMP   | 1986           |
| Christian de La Malène  |       | UMP   | 1977           |
| Jean-Yves Mano          |       | PS    | 2001           |
| Bernard Plasait         |       | UMP   | 1995           |
| Danièle Pourtaud        |       | PS    | 1995           |
| Roger Romani            |       | UMP   | 2002           |
| Maurice Ulrich          |       | UMP   | 1993           |

1. ↑  à compter du 28 janvier 2000, en remplacement de Michel Charzat, élu député de la 21e circonscription de Paris dans une élection partielle.
2. ↑  à compter du 28 mars 2001, en remplacement de Bertrand Delanoë, démissionnaire à la suite de son élection comme Maire de Paris.
3. ↑  À compter du 1er octobre 2002, en remplacement de Michel Caldaguès, démissionnaire.

## Mandature 2004-2011
Du 26 septembre 2004 au 30 septembre 2011.
| Sénateur                | Parti | Parti | Premier mandat |
| ----------------------- | ----- | ----- | -------------- |
| David Assouline         |       | PS    | 2004           |
| Nicole Borvo Cohen-Seat |       | PCF   | 1995           |
| Alima Boumediene-Thiery |       | EELV  | 2004           |
| Jean-Pierre Caffet      |       | PS    | 2004           |
| Jean Desessard          |       | EELV  | 2004           |
| Philippe Dominati       |       | UMP   | 2004           |
| Catherine Dumas         |       | UMP   | 2007           |
| Marie-Thérèse Hermange  |       | UMP   | 2004           |
| Bariza Khiari           |       | PS    | 2004           |
| Roger Madec             |       | PS    | 2004           |
| Yves Pozzo di Borgo     |       | NC    | 2004           |
| Roger Romani            |       | UMP   | 1977           |

1. ↑  à compter du 30 novembre 2007, en remplacement de Philippe Goujon élu député de la 12e circonscription de Paris lors des élections législatives du 17 juin 2007[note 3].

## Mandature 2011-2017
Du 25 septembre 2011 au 30 septembre 2017.
| Sénateur               | Parti | Parti | Premier mandat |
| ---------------------- | ----- | ----- | -------------- |
| Leila Aïchi            |       | EELV  | 2011           |
| David Assouline        |       | PS    | 2004           |
| Pierre Laurent         |       | PCF   | 2012           |
| Jean-Pierre Caffet     |       | PS    | 2004           |
| Pierre Charon          |       | UMP   | 2011           |
| Jean Desessard         |       | EELV  | 2004           |
| Philippe Dominati      |       | UMP   | 2004           |
| Chantal Jouanno        |       | UDI   | 2011           |
| Bariza Khiari          |       | PS    | 2004           |
| Marie-Noëlle Lienemann |       | PS    | 2011           |
| Roger Madec            |       | PS    | 2004           |
| Yves Pozzo di Borgo    |       | NC    | 2004           |

1. ↑  à compter du 20 septembre 2012, en remplacement de Nicole Borvo Cohen-Seat, démissionnaire.

## Mandature 2017-2023
Du 1er octobre 2017 au 2 octobre 2023.
| Sénateur                   | Parti | Parti | Premier mandat |
| -------------------------- | ----- | ----- | -------------- |
| David Assouline            |       | PS    | 2004           |
| Julien Bargeton            |       | REM   | 2017           |
| Esther Benbassa            |       | EELV  | 2011           |
| Céline Boulay-Espéronnier  |       | LR    | 2017           |
| Pierre Charon              |       | LR    | 2011           |
| Philippe Dominati          |       | LR    | 2004           |
| Catherine Dumas            |       | LR    | 2017           |
| Rémi Féraud                |       | PS    | 2017           |
| Marie-Pierre de La Gontrie |       | PS    | 2017           |
| Bernard Jomier             |       | DVG   | 2017           |
| Pierre Laurent             |       | PCF   | 2012           |
| Marie-Noëlle Lienemann     |       | GRS   | 2011           |

1. ↑  auparavant élue dans le Val-de-Marne.
2. ↑  siège auparavant de 2007 à 2011.

## Mandature 2023-2029
| Sénateur                   | Parti | Parti                            | Liste                                                               | Premier mandat |
| -------------------------- | ----- | -------------------------------- | ------------------------------------------------------------------- | -------------- |
| Rémi Féraud                |       | PS                               | Rassemblement de la Gauche et des Écologistes                       | 2017           |
| Antoinette Guhl            |       | EELV                             | Rassemblement de la Gauche et des Écologistes                       | 2023           |
| Ian Brossat                |       | PCF                              | Rassemblement de la Gauche et des Écologistes                       | 2023           |
| Marie-Pierre de la Gontrie |       | PS                               | Rassemblement de la Gauche et des Écologistes                       | 2017           |
| Yannick Jadot              |       | EELV                             | Rassemblement de la Gauche et des Écologistes                       | 2023           |
| Colombe Brossel            |       | PS                               | Rassemblement de la Gauche et des Écologistes                       | 2023           |
| Bernard Jomier             |       | Place publique (parti politique) | Rassemblement de la Gauche et des Écologistes                       | 2017           |
| Anne Souyris               |       | EELV                             | Rassemblement de la Gauche et des Écologistes                       | 2023           |
| Catherine Dumas            |       | LR                               | Au Sénat pour changer Paris                                         | 2017           |
| Francis Szpiner            |       | LR                               | Au Sénat pour changer Paris                                         | 2023           |
| Marie-Claire Carrère-Gée   |       | LR                               | Au Sénat pour changer Paris                                         | 2023           |
| Agnès Evren                |       | LR                               | Rassemblement de la droite et du centre pour Paris avec Agnès Evren | 2023           |